# Gene Keady
Lloyd Eugene Keady, detto Gene (Larned, 21 maggio 1936), è un allenatore di pallacanestro statunitense.
Nel 2023 è stato inserito fra i membri del Naismith Memorial Basketball Hall of Fame.

## Carriera
Guidò gli Stati Uniti ai Giochi panamericani de L'Avana 1991.

## Palmarès
- 2 Henry Iba Award (1984, 1996)